# Катеринчук Микола Дмитрович
Катеринчу́к Мико́ла Дми́трович (нар. 19 листопада 1967, селище Лугове, Алтайський край) — український політик, Народний депутат України. Кандидат юридичних наук. Голова Європейської партії України, адвокат, правозахисник.

## Біографія
1993 року закінчив КНУ ім. Шевченка, юрист. Другу вищу освіту отримав у Національному університеті біоресурсів та природокористування України (2008), економіка підприємства. Закінчив Черкаську ЗОШ № 15.
1984—1985 — учень слюсаря-складальника радіоапаратури та регулювальник радіоапаратури заводу «Імпульс» у місті Черкаси.
1985—1987 — служба в армії.
1992—1995 — юрисконсульт АБ «Інко».
1995—2002 — генеральний директор ТОВ "Адвокатська компанія «Моор і Кросондович» в місті Києві.
2002—2006 рр. — народний депутат України IV скликання від виборчого округу № 13 Вінницькій області, заступник голови Комітету Верховної Ради України з питань правової політики, м. Київ.
2004—2005 рр. — довірена особа кандидата на пост Президента України Віктора Ющенка в єдиному загальнодержавному виборчому окрузі. Листопад — грудень 2004 року — учасник розгляду у Верховному Суді України скарги про визнання недійсними результатів виборів Президента України.
З березня 2005 року — член президії ради партії «Наша Україна».
Березень — вересень 2005 року — перший заступник голови Державної податкової адміністрації України.
З жовтня 2005 року — голова Центрального виконавчого комітету Народного Союзу «Наша Україна».
2006–2007 — народний депутат України V скл., перший заступник голови Комітету ВРУ з питань економічної політики.
2007 — народний депутат України VI скл., заступник голови Комітету ВРУ з питань податкової та митної політики.

## Трудова діяльність
Розпочав трудовий шлях у 1984 році учнем слюсаря-складальника радіоапаратури і регулювальника радіоапаратури на заводі «Імпульс» у м. Черкаси. У 1985 році пішов на військову службу в Афганістані. У 1992—1995 роках працював юрисконсультом АБ «Інко». У 1995 році почав працювати у ТОВ "Адвокатська компанія «Моор і Кросондович».

## Політика
У 2002 році, будучи безпартійним, уперше став народним депутатом України. Увійшов до складу фракції «Наша Україна». Обіймав посаду заступника голови Комітету з питань правової політики. Брав активну участь у виборчій кампанії опозиційного кандидата в Президенти України Віктора Ющенка (очолював юридичний департамент штабу) і в Помаранчевій революції. У складі юридичної команди «помаранчевого» табору оскаржував у Верховному Суді України сфальсифіковані результати другого туру виборів Президента.
Після перемоги Віктора Ющенка у виборчій гонці був призначений на посаду першого заступника голови Державної податкової адміністрації України. Залишив посаду через незгоду з політикою свого шефа — Олександра Кірєєва.
На парламентських виборах 2006 року Микола Катеринчук — член Народного Союзу «Наша Україна» (НСНУ), політради і президії цієї партії — пройшов у Верховну Раду 5-го скликання в першій десятці списку блоку «Наша Україна». Став першим заступником голови Комітету з питань економічної політики.
У листопаді 2006 року Микола Катеринчук заявив, що залишає лави партії «Наша Україна». Такий радикальний крок він пояснив тим, що партія в інтересах виборців повинна реформуватися, проте вище її керівництво, підтримуване партійним меншістю, активно й ефективно протидіє оновленню. Микола Катеринчук спершу створив громадську організацію «Європейська платформа для України», а незабаром у вересні 2007 року — Європейську партію України.
Навесні 2007 року політик з великим ентузіазмом підтримав ініціативу Віктора Ющенка щодо розпуску парламенту 5-го скликання і оголошення позачергових виборів. Потім його Європейська партія увійшла до виборчого блоку «Наша Україна — Народна самооборона», а сам Микола Катеринчук отримав 5-е місце у виборчому списку НУНС і пізніше — депутатський мандат. Був заступником голови Комітету з питань податкової та митної політики, а після об'єднання двох Комітетів 3 березня 2011 року стає заступником голови Комітету з питань фінансів, банківської діяльності, податкової та митної політики.
Після оголошення в травні 2008 року дострокових виборів мера Києва і депутатів Київради Микола Катеринчук «самовисунувся» на посаду столичного градоначальника, не чекаючи вирішення питання щодо єдиного кандидата від демократичної коаліції. У зв'язку з цією «поспішністю» був звинувачений колегами від опозиції в підіграванні чинному меру Леоніду Черновецькому. Паралельно повів до Київради блок імені самого себе. Вже під час компанії в деяких ЗМІ прозвучали підозри, що виборчу кампанію Катеринчука і його блоку фінансують бізнесмени, зацікавлені у збереженні влади Леоніда Черновецького та його команди, так багатомільйонна рекламна компанія була проведена безкоштовно рекламним агентством «Прайм груп», яке належало зятю Л. Черновецького, С. Супруненко, за що, у знак подяки, обрані депутати від Миколи Катеренчука, підтримали на посаду секретаря Київради О. Довгого та надалі увійшли до більшості Черновецького. Сам лідер Європейської партії всі звинувачення і підозри гаряче відкидав, хоча усі його депутати голосували разом із більшістю Л. М. Черновецького. Здобув 5-те місце з підтримкою 4,25 % киян.
На виборах до Верховної ради 2012 року кандидат у народні депутати в окрузі № 13.
У грудні 2013 р. проголосив себе «революційним комендантом» Києва.

## Громадська діяльність
У студентські роки ініціював створення громадської організації «Зелена допомога», яка була співорганізатором триденного пішого походу до Чорнобильської АЕС з метою припинення її експлуатації.

### Помаранчева революція
Після проведення президентських виборів у листопаді 2004 року під час Помаранчевої революції, успішно захищав інтереси Віктора Ющенка у Верховному суді України щодо визнання недійсними результатів виборів президента України. Команда юристів, у складі якої працював Микола Катеринчук, змогла забезпечити юридичну перемогу Віктору Ющенку у суді. 

### Революція гідності
Під час Революції Гідності у 2013—2014 роках Європейська партія постачала засоби захисту, пальне, дрова, теплий одяг, продукти, агітаційні матеріали, надавала юридичну та інформаційну допомогу, організувала пункт першої медичної допомоги, який надавав допомогу постраждалим в протистоянні на Грушевського та під час розстрілу активістів на вулиці Інститутській, коли загинула Небесна сотня. Катеринчук став революційним комендантом Києва, налагодив роботу Революційної комендатури, організував патрулювання вулиць, залучив волонтерів до самооборони Майдану, розгорнув блокпости на всіх трасах, що ведуть до Києва, та мобілізаційно-агітаційні пункти в десяти районах столиці.
У березні 2014 року, коли почалася тимчасова окупація Криму, Катеринчук відбув у Крим на зустріч з кримчанами та частинами ЗСУ на території півострова з метою оцінки ситуації та підтримки бойового духу. Зміг пробратися у розташування частини морської піхоти та вивезти з неї інформацію, яка потім була передана в.о. Президента України Олександру Турчинову.
Микола Катеринчук звернувся до президента України та СБУ із запитом створити Центр звільнення полонених та пошуку зниклих безвісти. За безпосередньої участі Миколи Катеринчука було звільнено двох полонених.
Надавав волонтерську допомогу батальйону «Айдар», в якому служили його побратими-афганці із 8-ї сотні Майдану. За час проведення АТО Микола Катеринчук передав на фронт 18 тонн харчових продуктів, відремонтований БТР.
У рамках допомоги учасникам АТО, Катеринчук з однопартійцями започаткував програму реабілітації ветеранів АТО у Литві та відремонтував військовий госпіталь «Лісова поляна», де лікуються та реабілітуються ветерани АТО.

### Інше

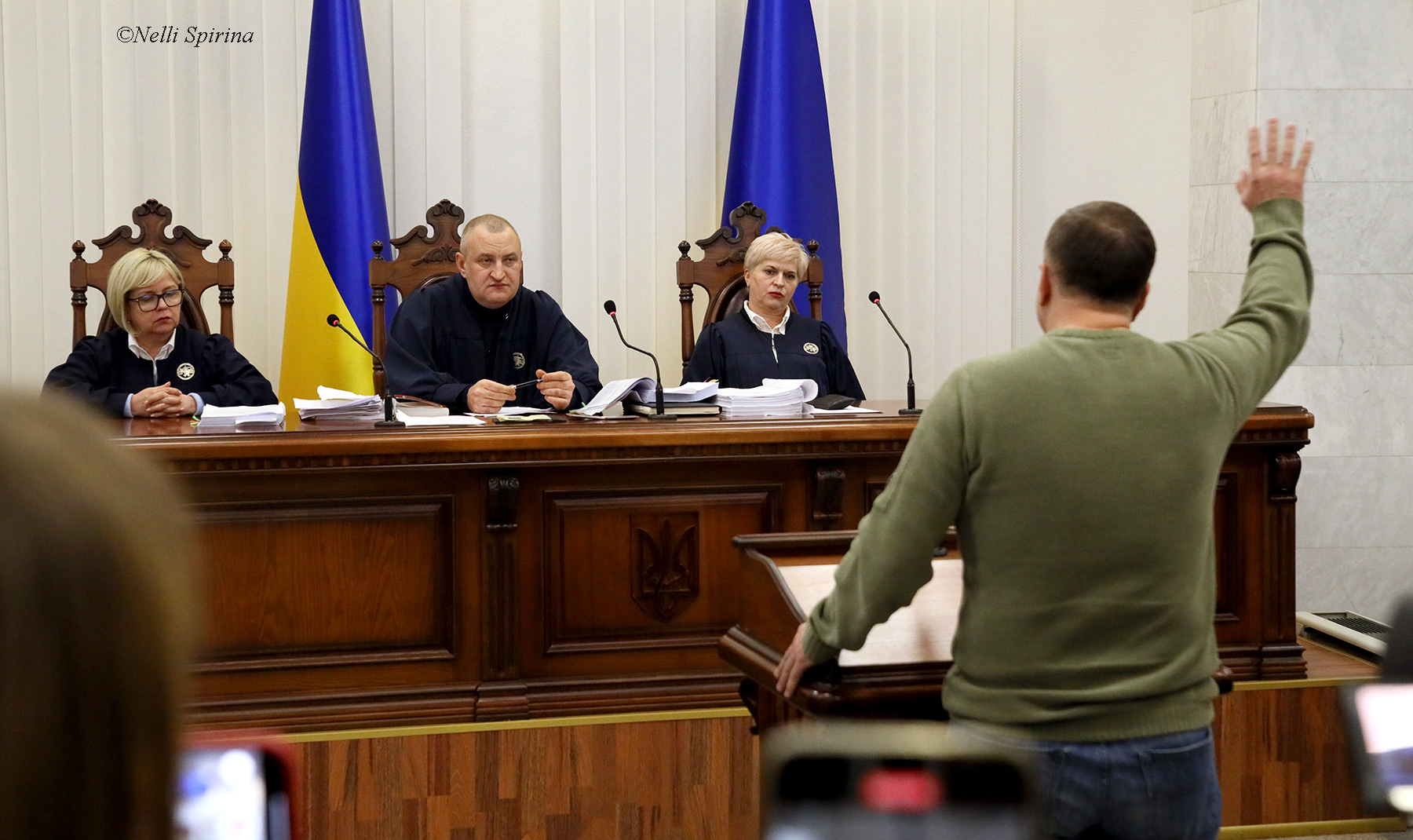
Микола Катеринчук в Апеляційному суді м. Києва бере на поруки полковника Червінського 8.12.2023 року

У березні 2021 року Катеринчук став адвокатом у справі екс-міністра транспорту і зв'язку України Миколи Рудьковського, звинуваченого у викраденні 2012 року тодішнього глави компанії «Нафтогазвидобування», нині нардепа від «Слуги народу» Олега Семінського.

## Соціальні проекти
З 2002—2012 років реалізовував безкоштовну соціальну програму у восьми областях України «Народний адвокат» з метою захисту прав та інтересів громадян, включаючи підготовку позовних заяв до судів, апеляційних, касаційних скарг, заяв до різних органів та установ, письмових консультацій з різноманітних юридичних питань. Загалом, за час роботи було надано юридичну допомогу 57 тис. українцям.

## Відзнаки і нагороди
У січні 2007 року нагороджений орденом «За заслуги» III ступеня.

## Творчість
Автор документального фільму «Чому в Європі жити краще?» (2013)
Автор книги «Адвокати помаранчевої революції» (2006)

## Особисте життя та захоплення
Разом з дружиною Анастасією виховує сина та доньку. Займається мотоспортом і боксом, і вважає, що політика має багато спільного з останнім: «У політиці, як і в боксі, головне — боксувати за правилами». Захоплюється риболовлею. Колекціонує оригінальні сценарії фільмів, які мріє екранізувати.

## Сім'я
Одружений: дружина — Анастасія; двоє дітей: син — Данііл, дочка — Софія-Ніколь.